# Rajon Borowa
Der Rajon Borowa (ukrainisch Борівський район/Boriwskyj rajon; russisch Боровской район/Borowskoi rajon) war eine Verwaltungseinheit innerhalb der Oblast Charkiw im Osten der Ukraine. Der Rajon, welcher 1923 gegründet wurde, hatte eine Fläche von 875,3 km² und eine Bevölkerung von 16.000 Einwohnern.
Er grenzte im Osten an die Oblast Luhansk und das ehemalige Rajonsgebiet wird vom Fluss Oskil in Nord-Südlicher Richtung durchflossen.
Am 17. Juli 2020 kam es im Zuge einer großen Rajonsreform zum Anschluss des Rajonsgebietes an den Rajon Isjum.
Auf kommunaler Ebene war der Rajon in 1 Stadtratsgemeinde und 9 Landratsgemeinden unterteilt, denen jeweils einzelne Ortschaften untergeordnet waren.
Zum Verwaltungsgebiet gehörten:
- 1 Stadt
- 36 Dörfer
- 1 Ansiedlung